# 内罗特
内罗特是德国莱茵兰-普法尔茨州的一个市镇。总面积7.24平方公里，总人口862人，其中男性423人，女性439人（2011年12月31日），人口密度119人/平方公里。